# 猪脚饭

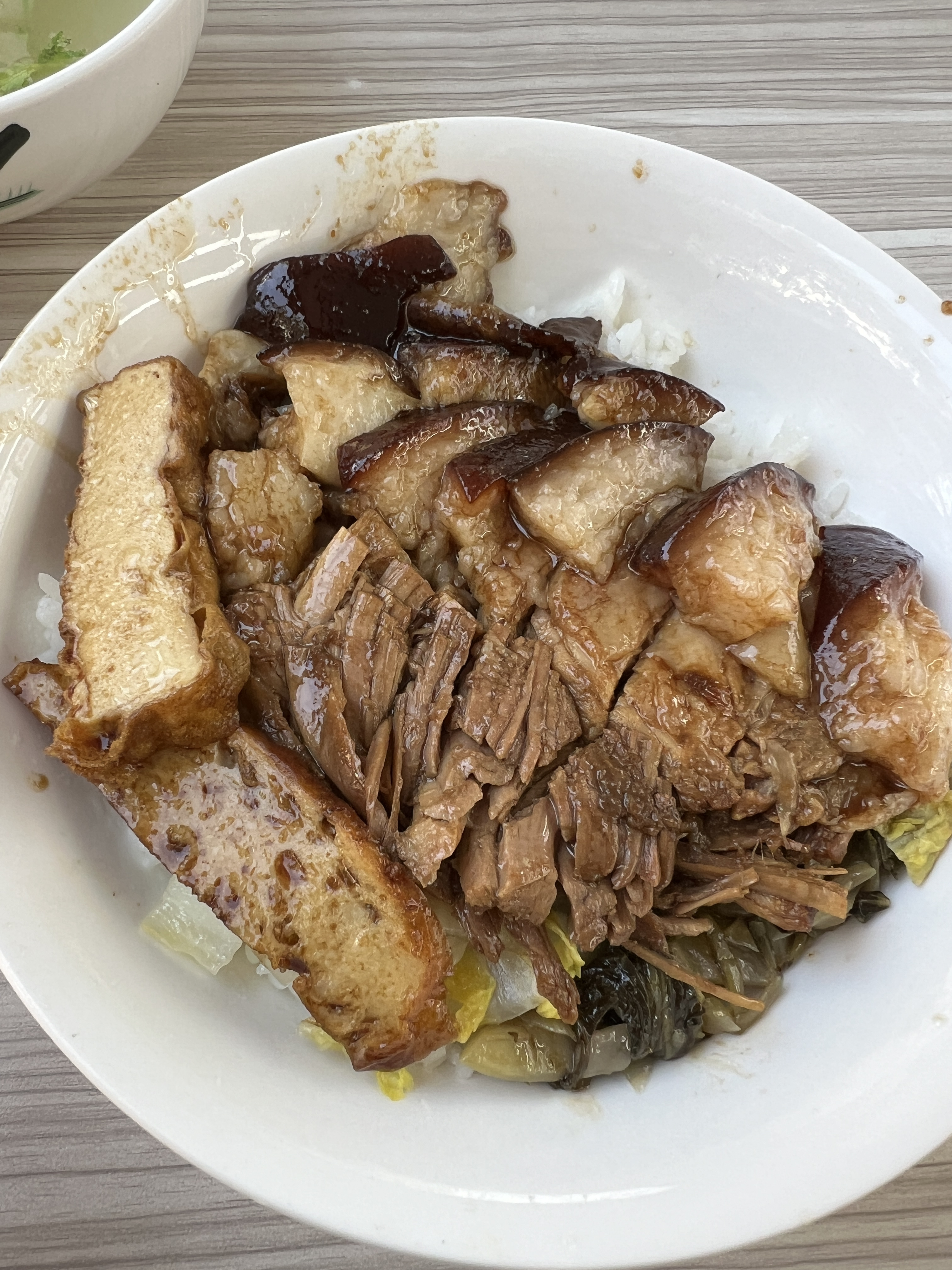
深圳的一家豬腳飯

猪脚饭是广东潮汕地区的一道地方小吃，因起源于揭阳市惠来县隆江镇，又称为“隆江猪脚饭”，由卤猪脚加上米饭、配菜组合而成，特点为口感软糯、肥而不腻，改革开放后由外出务工者带至广州、深圳等地，成为珠三角地区乃至广东街头常见的快餐小吃。
猪脚饭店一般都不单卖卤猪脚饭，还会卖肉卷饭、卤肉饭、卤鸭饭、烧鹅饭、卤鸡腿饭、手撕鸡饭、盐焗鸡饭、牛腩饭等。

## 名称
在广东“脚”指整条腿。猪脚不仅指猪蹄。

## 由来
一说为隆江镇自古为商贸重镇，往来的挑夫贩卒为增加体力，选择便宜大碗能饱腹的猪脚饭充饥，因而流传开去。另一说为唐代文学家韩愈被贬至潮州时，对隆江镇一位厨师烹调的猪脚赞不绝口，为其亲自题名，隆江猪脚饭因此名声在外。

## 制作
将猪脚处理后砍成四块（头圈、断轮、四点、蹄尾），加入卤水熬制，自然冷却后再放至卤水中复卤加热，经两次卤制后，去骨切片，再配以淋上卤水的米饭以及酸咸菜、卷章（肉卷）、卤蛋、卤豆干等配菜即可食用，尤其以“四点”（即瘦肉交错着筋络的部位）肥瘦比例最佳，口感最好。部分商家亦会加入烧鸭、烧鹅、五花肉等配料，组成卤水拼盘式的猪脚饭。

## 影响
因随处可见、性价比高，猪脚饭受到工薪阶层欢迎，被视为“打工人的福音”。根据美团发布的数据，2021年美团外卖猪脚饭订单量超过7000万份。2021年，惠来县成立隆江猪脚行业协会，推动隆江猪脚饭产业化、品牌化。